# Lohmannella nudipes
Lohmannella nudipes is een mijtensoort uit de familie van de Halacaridae. De wetenschappelijke naam van de soort is voor het eerst geldig gepubliceerd in 1977 door Bartsch.